# Baie d'Ōpūnohu
La baie d'Ōpūnohu ("le ventre du poisson-pierre" en tahitien) est, avec la baie de Cook, l'une des principales baies de Moorea, une île de Polynésie française. Elle est située dans le nord de l'île.

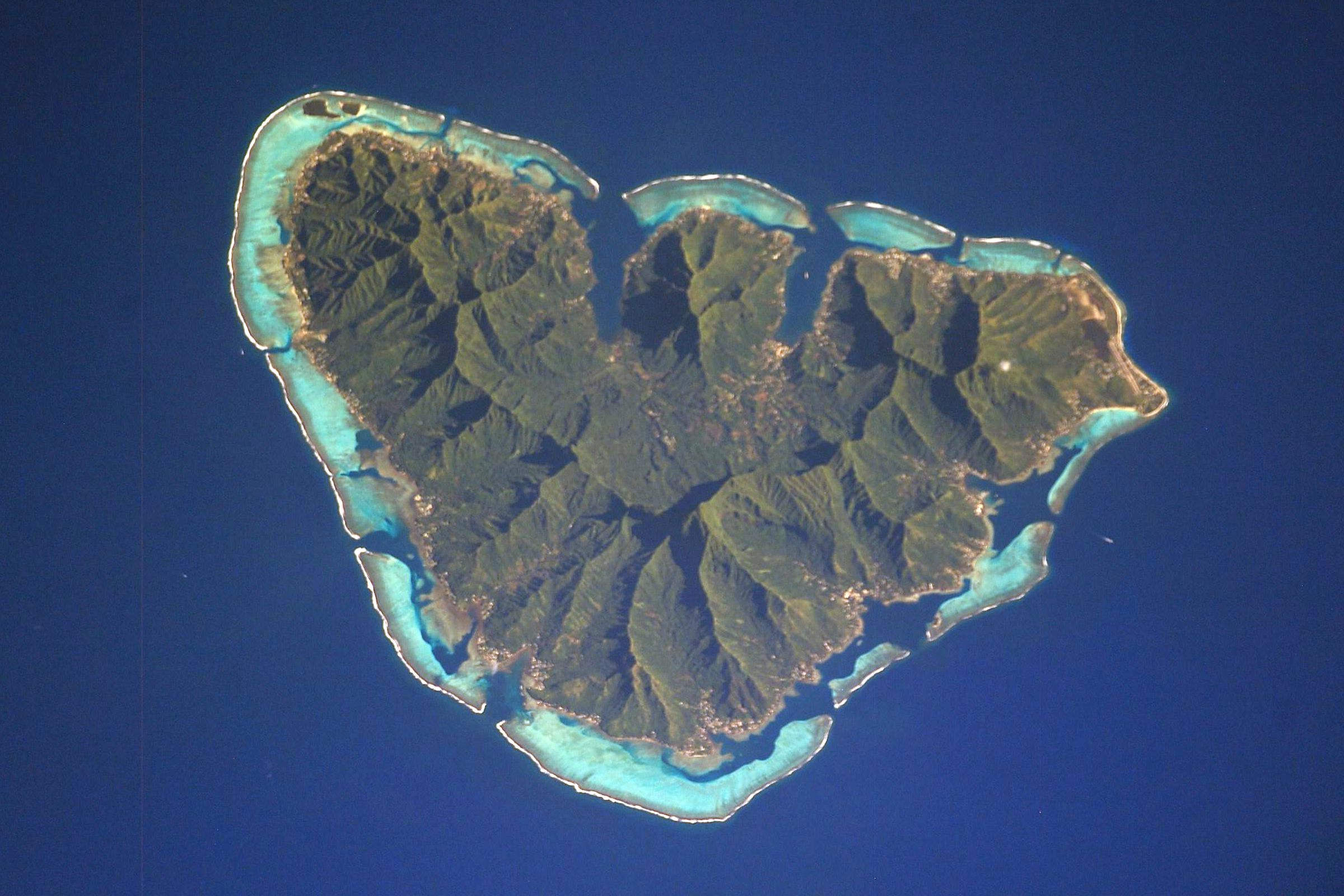
La baie d'Ōpūnohu est visible sur cette photographie satellite de Moorea.

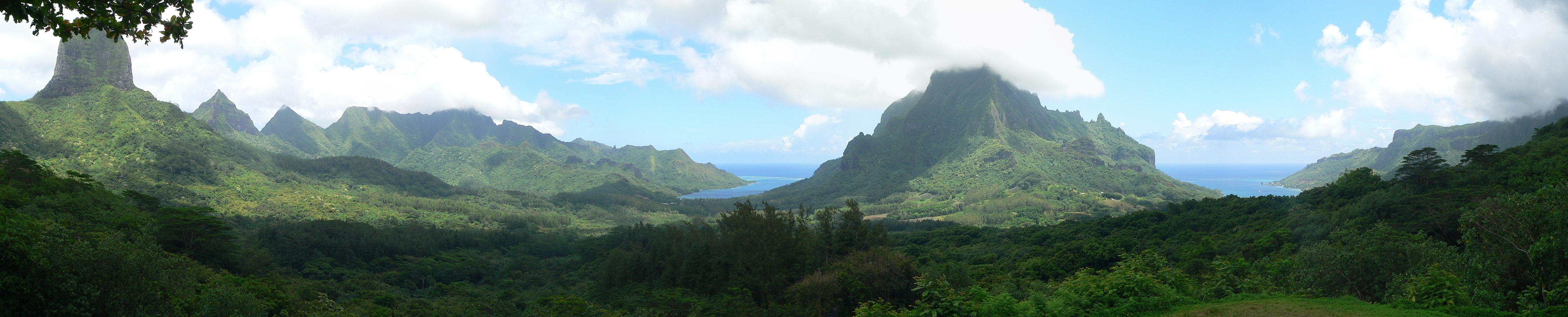
Vue panoramique avec la baie d'Ōpūnohu (centre), la baie de Cook (droite) et le mont Rōtui (centre-droit).